# Reuss-Schleiz
Reuss-Schleiz era il nome di un piccolo stato della Turingia, esistito dal 1647 al 1918, anche se dal 1848 sotto il nome di Reuss linea cadetta poiché fu unificato con gli altri principati della linea familiare. Il paese era sotto il dominio del ramo minore della Casa di Reuss.

## Storia
Reuss-Schleiz fu fondata nel 1647 quando Reuss-Gera fu divisa dai quattro discendenti di Hendrik Posthumus (1572-1635). Il suo terzo figlio Enrico IX ricevette Schleiz.
Seguì una nuova divisione quando Enrico IX morì senza discendenti nel 1666. Schleiz cadde nelle mani di suo nipote Enrico I, fino ad allora signore di Saalburg. Scambiò quella zona con Schleiz, e Saalburg fu divisa tra gli altri tre rami. La quota maggiore è toccata a Reuss-Gera.
Nel 1673, Enrico I, come gli altri Reuss, fu elevato alla carica di Conte Imperiale.
Dopo l'estinzione del ramo Reuss-Gera nel 1802, Gera e Saalburg furono governate congiuntamente dalle rimanenti linee più giovani Reuss-Lobenstein e Reuss-Ebersdorf, ciascuna con il 25% delle entrate e Reuss-Schleiz, a cui spettò il 50%.
Enrico XLII di Schleiz (1752-1818) fu elevato a Principe Imperiale il 9 aprile 1806 e successivamente si unì alla Confederazione del Reno . Dal 1815 Reuss-Schleiz diventò membro della Confederazione tedesca.
Nel 1848, anno dei moti rivoluzionari in Europa, Enrico LXXII, principe di Reuss-Lobenstein-Ebersdorf, abdicò e trasferì il suo principato a Enrico LXII di Schleiz (1785-1854). Da quel momento in poi tutti i territori del ramo minore furono uniti e al principato fu dato il nome ufficiale di Reuss linea cadetta. Nel corso del XIX secolo l'antica cittadina residenziale di Schleiz perse importanza e fu sempre più messa in ombra da Gera, la sede antica del principato. Nel 1848 Gera divenne la capitale del nuovo principato.

## Lista dei sovrani

### Signori
- 1647 - 1666: Enrico IX (1616-1666; figlio di Hendrik Posthumus)
- 1666 - 1673: Enrico I (1639-1692; nipote di Enrico IX)

### Conti
- 1673 - 1692: Enrico I (1639-1692), signore di Schleiz dal 1666
- 1692 - 1726: Enrico XI (1669-1726; figlio di Enrico I)
- 1726 - 1744: Enrico I (1695-1744; figlio di Enrico XI)
- 1744 - 1784: Enrico XII (1716-1784; fratello di Enrico I)
- 1784 - 1806: Enrico XLII (1752-1818; figlio di Enrico XII)

### Principi
- 1806 - 1818: Enrico XLII (1752-1818), conte di Schleiz dal 1784
- 1818 - 1848: Enrico LXII (1785-1854; figlio di Enrico XLII), governò Reuss linea cadetta dal 1848

Vedi Casa di Reuss per una spiegazione della numerazione dei monarchi.